# Pedero
Pedero (en griego antiguo: Παιδέρος) fue un pintor griego de vasos de figuras negras, activo en la segunda mitad del siglo VI a. C.
Se le conoce únicamente por una firma en un fragmento de una placa de cerámica (en el tondo de un pínax) con una representación de la diosa Atenea caminando hacia la derecha con un escudo y una lanza (su tratamiento es más bien descuidado), que se conserva en el Museo del Ágora de Atenas en Atenas (Museo del Ágora AP 1859A, 2325C, 3 fragmentos). Una inscripción casi completamente conservada del tipo bustrofedón (‘como gira un buey’ - tirando de un arado por los surcos, es decir, líneas alternas, escritas, por ejemplo, de izquierda a derecha y luego al revés), con su firma y la firma del alfarero Sotes, se encuentra en el fragmento bajo el borde de la túnica de Atenea. Si bien el nombre griego Sotes era bastante común en aquella época, el nombre Pedero es muy poco común. Se menciona, por ejemplo, en un fragmento de una comedia del dramaturgo Teleclides, que vivió más de cien años después. Es posible que fuera un nombre adoptado por el propio pintor, o quizás su apodo.